# Disney Channel Playlist
Disney Channel Playlist é uma coletânea de músicas das séries do Disney Channel e Disney Channel Original Movie.
| Críticas profissionais                                                      | Críticas profissionais |
| Avaliações da crítica                                                       | Avaliações da crítica  |
| Fonte                                                                       | Avaliação              |
| --------------------------------------------------------------------------- | ---------------------- |
| Allmusic                                                                    | [ 1 ]                  |
| Esta tabela precisa de ser acompanhada por texto em prosa. Consulte o guia. |                        |

## Faixas
1. One And The Same - Demi Lovato & Selena Gomez de Princess Protection Program
2. Live to Party - Jonas Brothers de JONAS
3. So Far, So Great - Demi Lovato de Sonny With A Chance
4. Let It Go - Mitchel Musso & Tiffany Thornton de Hatching Pete
5. Hero In Me - Emily Osment de Dadnapped
6. Let's Get Crazy - Hannah Montana de Hannah Montana: The Movie & Hannah Montana 3
7. Pooh Bear - The New Adventures of Winnie the Pooh
8. The Girl Can't Help It - Mitchel Musso de Princess Protection Program
9. Everything Is Not What It Seems - Selena Gomez de Wizards of Waverly Place
10. This Is Me - Demi Lovato & Joe Jonas de Camp Rock
11. Breaking Free - Vanessa Hudgens & Zac Efron de High School Musical
12. Fabulous - Ashley Tisdale & Lucas Grabeel de High School Musical 2
13. Run It Back Again - Corbin Bleu de Minutemen
14. Start The Party [Remix] - Jordan Francis de Camp Rock
15. Dance Me If You Can - The Cheetah Girls de The Cheetah Girls: One World